# Rijksweg 67
Rijksweg 67 is een autosnelweg in Nederland en loopt, komende van Antwerpen, van de Belgische grens bij Bladel via Eindhoven naar de Duitse grens bij Venlo. Hier gaat deze snelweg als Bundesautobahn 40 verder tot Dortmund. Vanaf knooppunt De Hogt tot knooppunt Leenderheide, ter hoogte van Eindhoven, loopt de A2 samen met de A67. De hectometerpaaltjes tonen echter N2 (voor de parallelrijbaan) of A2 voor de hoofdrijbaan. Op de bewegwijzering staat de A67 wel aangegeven samen met de A2. De gehele A67 is onderdeel van de E34.

## Geschiedenis

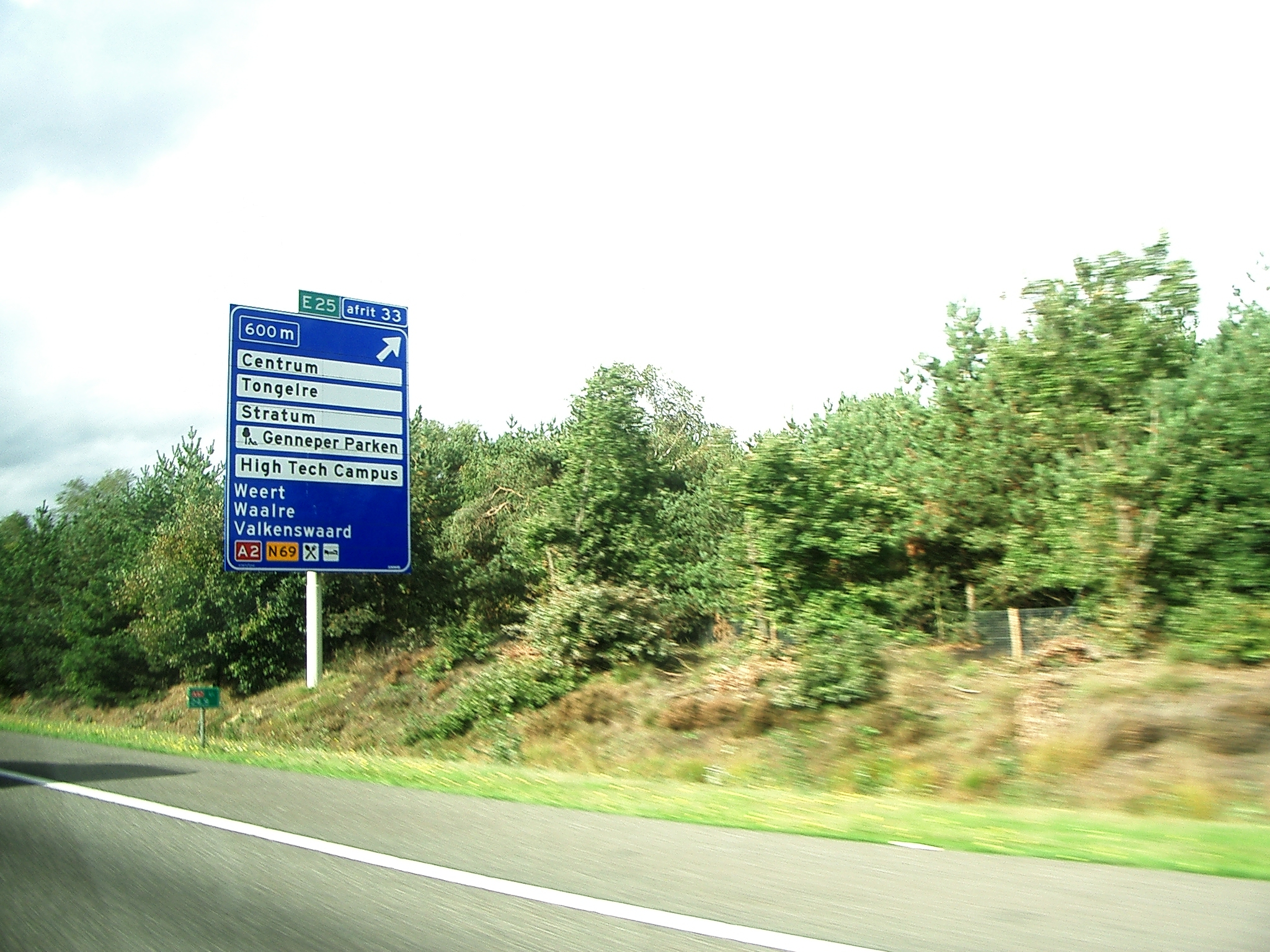
T.h.v. Eindhoven in 2006

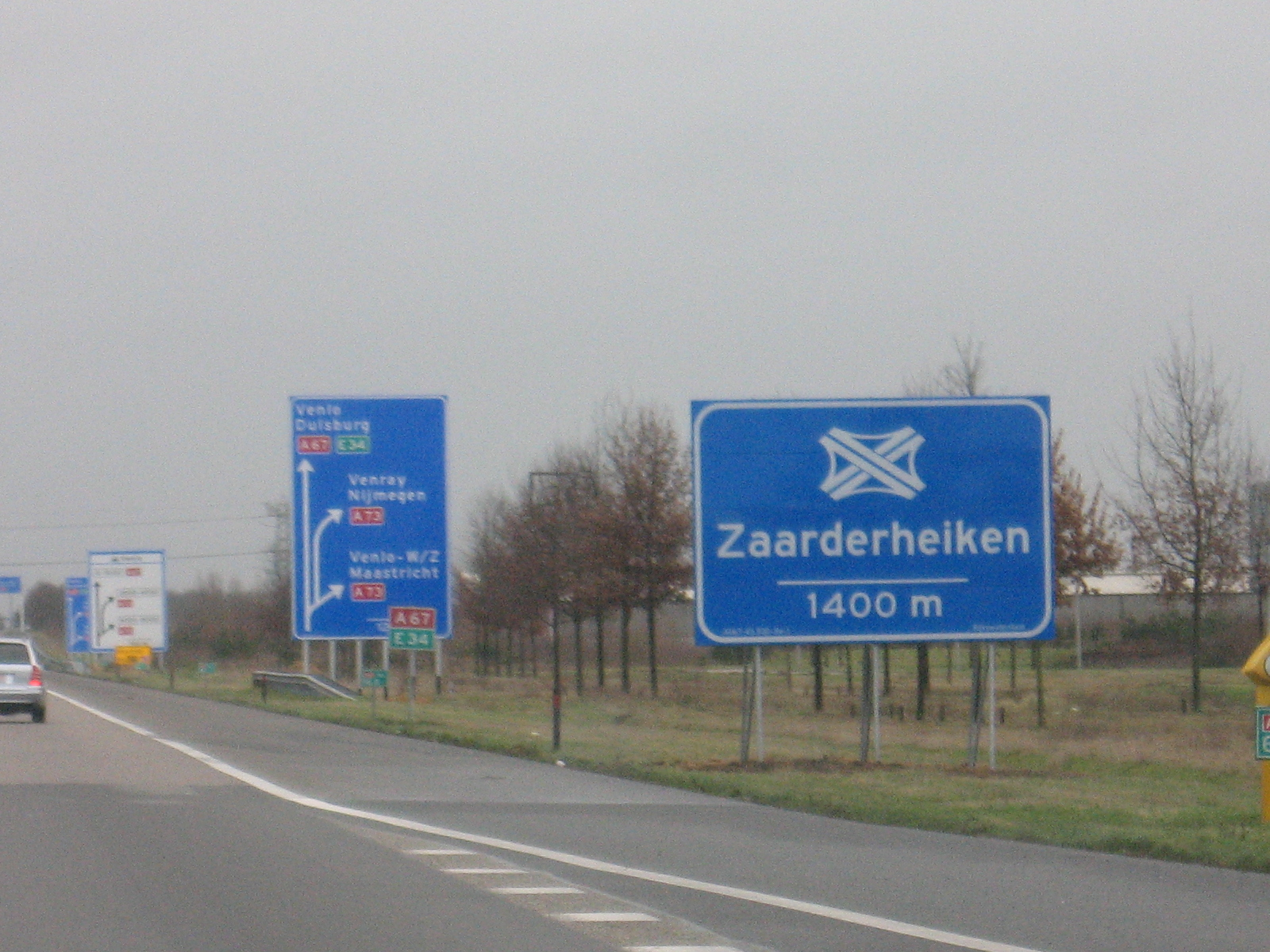
Knooppunt Zaarderheiken

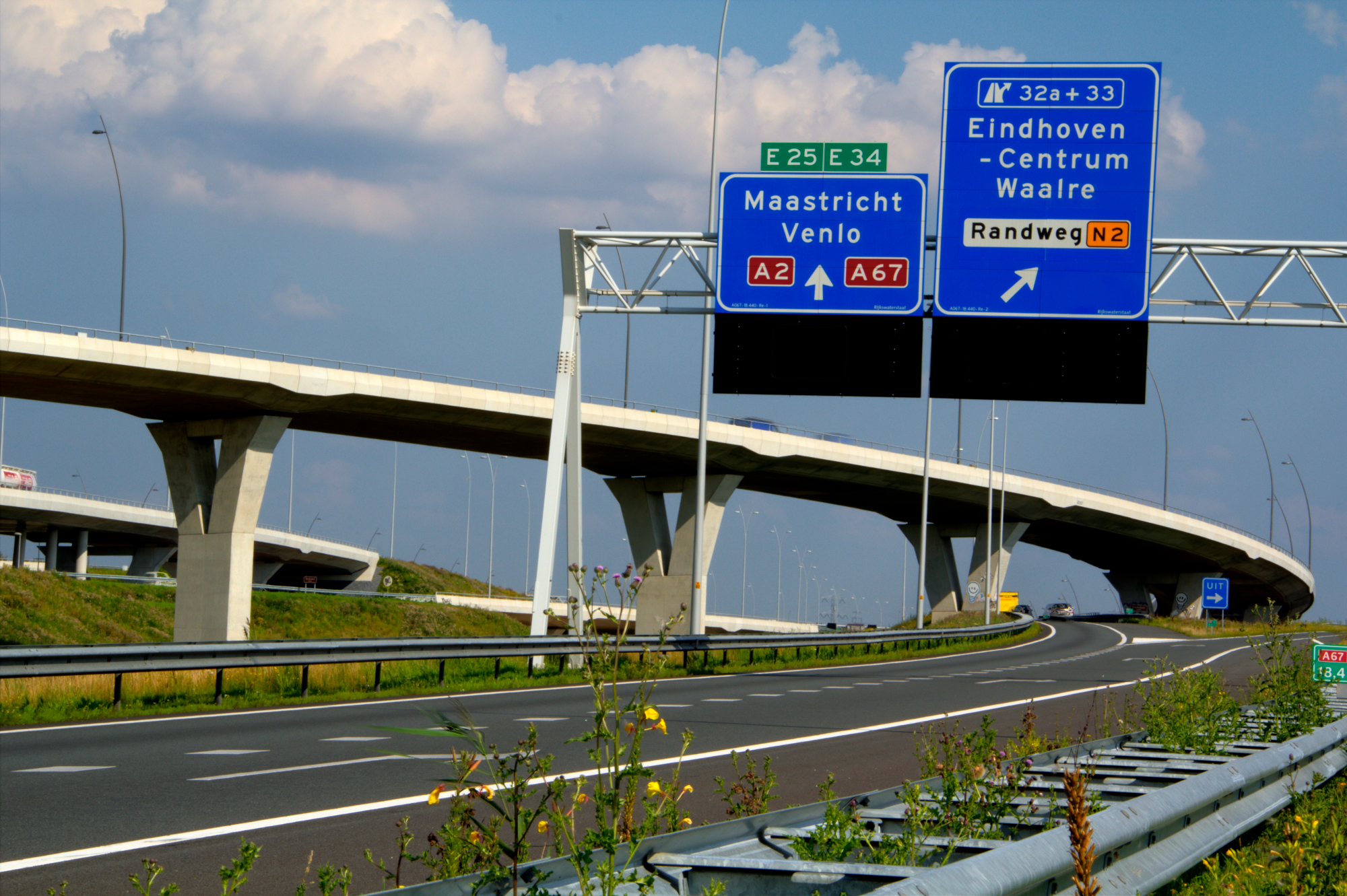
Knooppunt De Hogt

De geschiedenis van rijksweg 67 in chronologische volgorde.
1932 - In het Rijkswegenplan van 1932 werd bepaald dat van Eindhoven via Helmond naar Venlo de Rijksweg 67 zou worden aangelegd. Toen de E-nummering werd ingevoerd kwam hier verandering in. De E3 (Lissabon - Stockholm) zou het traject Antwerpen - Venlo bevatten. Er werd uiteindelijk besloten om dit traject via Eindhoven te leggen. Vanaf het Rijkswegenplan van 1958 kreeg de Rijksweg 67 daarom een nieuw tracé: vanaf de Belgische grens, ten zuiden van Eindhoven en Helmond en ten noorden van Venlo naar de Duitse grens.
1963 - Dit jaar werd het eerste deel van de A67 geopend tussen Veldhoven en Geldrop (de zuidelijke Randweg Eindhoven).
1973 - De A67 was gereed toen het traject van Eersel naar de grens werd geopend. De oude route van de A67 is toch aangelegd door de provincie Noord-Brabant tussen Eindhoven, Helmond en Deurne, de huidige N270. Aan het stuk tussen Deurne en Venlo is echter nooit begonnen.
1975 - Vanaf de opening tot 1975 heeft de A67 het nummer E3 gedragen. Sinds 1975 heeft de weg het Europese nummer E34. Dit is pas in de jaren tachtig doorgevoerd in de bewegwijzering.
1976 - Rijksweg 67 krijgt ook een A-nummer, namelijk A67. Dit nummer heeft inmiddels aan populariteit gewonnen. E34 wordt nauwelijks gebruikt, maar het oude nummer E3 wordt nog veel gebruikt. Dit komt ook doordat er zaken in de buurt van de snelweg naar de E3 zijn genoemd, zoals het E3-strand bij Eersel, de E3-brug bij Venlo en discotheek E-Dry in Geldern.
2010 - Na jarenlange wegwerkzaamheden rondom Eindhoven werd de vernieuwde randweg Eindhoven opengesteld. De A67 kent hier een hoofd- en parallelrijbaan dat samenloopt met de A2 en N2.
2011 - Ter hoogte van Hapert een nieuwe afslag geopend. Eerst diende deze afrit alleen voor werkverkeer van en naar het  Kempisch Bedrijvenpark in Hapert, maar het is uiteindelijk een reguliere afrit geworden, waar de Provinciale weg 284 op aantakt. Deze afrit heeft het nummer 29 gekregen. Afslag Eersel is daarbij hernummerd van 32 naar 30. Een dergelijke hernummering is vrij uniek in Nederland. Gebruikelijker is dat een suffix achter het afritnummer gevoegd wordt, bijvoorbeeld 'afrit 32a'.
2012 - Op 4 april werd de A74 geopend, waardoor het snelwegen net beter verbonden werd met Bundesautobahn 61 door de A74. Hierdoor daalde de verkeersintensiteit op de A67 tussen knooppunt Zaarderheiken en Duitsland.
2015 - In juni zal een extra brug opgeleverd worden over de Zuid-Willemsvaart bij Someren/Lierop, parallel aan de bestaande brug over het kanaal. Hier is voor gekozen omdat de huidige oprit 35 richting Venlo zeer kort is en dit vaak gevaarlijke situaties oplevert. Een nieuwe brug maakt het mogelijk om deze invoegstrook te verlengen, en staat een toekomstige verbreding van de A67 niet in de weg. Ook werd bekendgemaakt dat er geluidsschermen geplaatst worden ter hoogte van Mierlo.
2016 - Op 5 februari werd op de wegvakken Helden - Asten en knooppunt Zaanderheiken en Duitsland (richting Duitsland) de maximumsnelheid naar 130 km/u verhoogd.

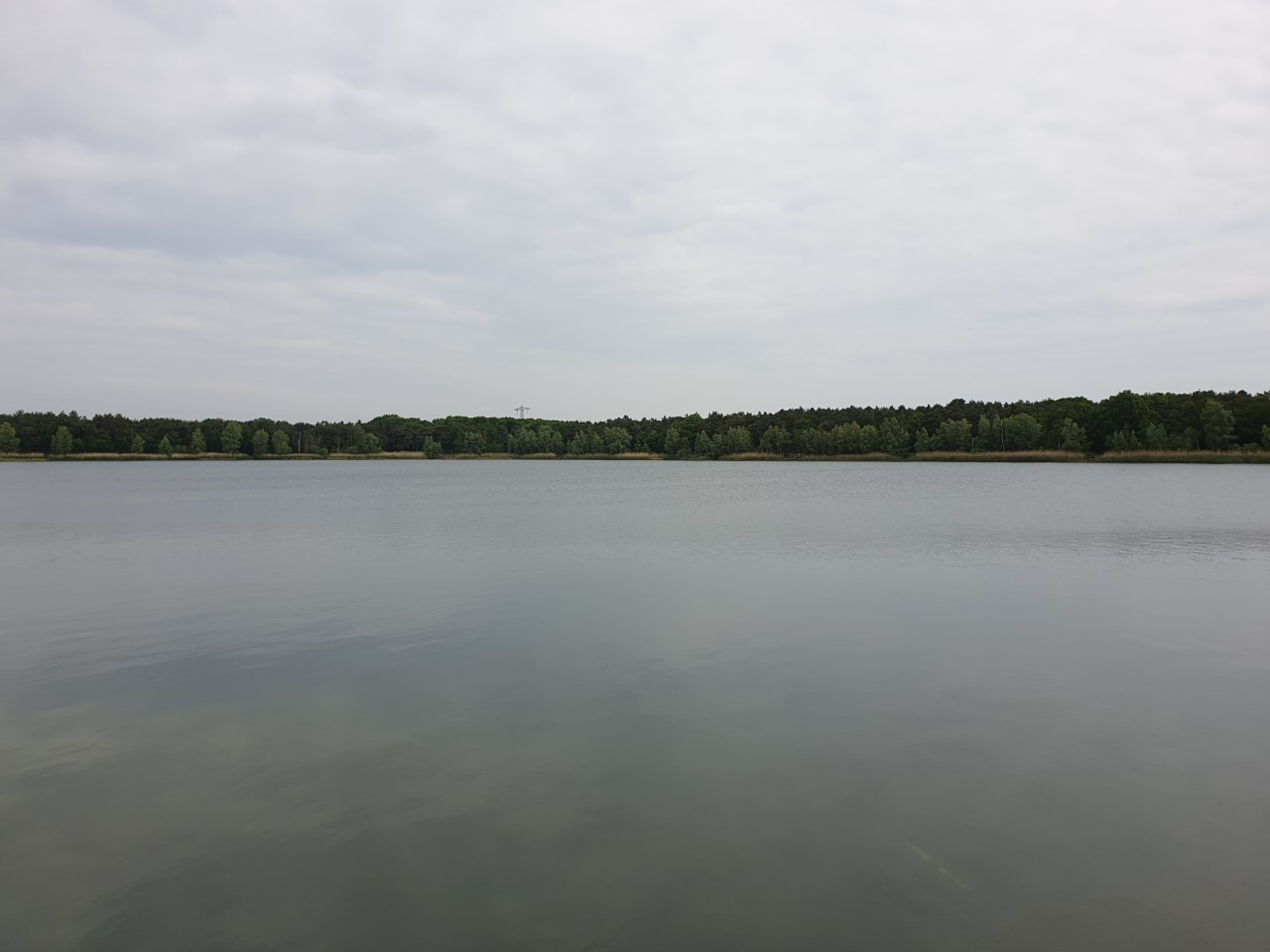
Gat van Waalre

2021 - In mei 2021 opende het eerste deel van de nieuwe aansluiting Veldhoven-West. Op 18 oktober 2021 werd de nieuwe N69 op deze aansluiting aangesloten.

## Toekomst

### Eindhoven - Asten
Na jarenlang gelobby door lokale overheden, werkgevers- en transportorganisaties, maakte de minister van infrastructuur november 2015 bekend dat de A67 tussen knooppunt Leenderheide en Asten verbreed zal worden naar drie rijstroken per rijrichting. Ook zal er onderzoek gedaan worden naar innovatieve technieken om de verkeersveiligheid te verbeteren. De verwachting is dat tussen 2022 en 2024 de werkzaamheden voor de verbreding zullen beginnen.

## Landschap en afgravingen
De A67 kenmerkt zich door een zeer afwisselend landschap met vele natuurgebieden. Ten westen van Eindhoven doorkruist de snelweg het dicht beboste gebied van De Kempen (natuurgebied). Bij Geldrop kan men de Strabrechtse Heide goed waarnemen. Nabij Asten ligt Nationaal Park De Groote Peel.  
Tijdens de aanleg van de A67 zijn er bij Waalre, Sevenum en Eersel enkele grote afgravingen gedaan voor zandwinning. E3 Strand bij Eersel, de Schatberg bij Sevenum en het Gat van Waalre. Deze laatste is bij duikers erg geliefd omdat deze een maximale diepte heeft van 21 meter.

## Opzet
| Traject                                    | Rijstroken    | Maximumsnelheid                          |
| ------------------------------------------ | ------------- | ---------------------------------------- |
| België - Eersel                            | 2 x 2         | *                                        |
| Eersel - knooppunt De Hogt                 | 2 x 2         | *                                        |
| Knooppunt De Hogt - knooppunt Leenderheide | 2 + 3 + 3 + 2 | Hoofdrijbaan: * Parallelrijbaan: 80 km/h |
| Knooppunt Leenderheide - Someren           | 2 x 2         | *                                        |
| Someren - Knooppunt Zaarderheiken          | 2 x 2         | *                                        |
| Knooppunt Zaarderheiken - Duitsland        | 2 x 2         | ri. Duitsland: * ri. Eindhoven: *        |
| * maximumsnelheid tussen 6-19h: 100 km/h   |               |                                          |

## Ongevallenstatistieken
Volgens de overheid is de A67 een relatief onveilige weg. In de ongevallenanalyse zijn, volgens de overheid, er opvallende punten te benoemen:
- De A67 staat in de Nederlandse top 5 wat betreft ongevallen met een dodelijke afloop. Deze komen met name voor in slecht verlichte wegvakken en ter hoogte van smalle en/of korte invoegstroken.
- Er vallen relatief veel kop-staartbortsingen. Deze worden in verband gebracht met korte in- en uitvoegstroken. Dit is met name ter hoogte van Someren en Geldrop.
- Er komen veel eenzijdige ongevallen voor. Deze worden in verband gebracht met slechte zichtbaarheid van flauwe bochten in nachtelijke omstandigheden i.c.m. snelheidsovertredingen.
- De A67 wordt als saai ervaren wat een negatief effect heeft op de verkeersveiligheid.
- Op verzorgingsplaatsen langs de snelweg staan veel fout geparkeerde vrachtwagens ten gevolge van volle parkeerterreinen.

## File top 50
De A67 is sinds het bestaan van de file top 50 nog nooit voorgekomen in deze lijst.
Richting Duisburg: Het Goor · Meelakkers · Het Gevlocht · Deersels · Zwartewater
Richting Antwerpen: Venlose Heide · Reunen · De Slenk · Helenaveen · De Leysing · Oeijenbraak · Oeienbosch · De Beerze